# Hyalosomella
Hyalosomella is een geslacht van wantsen uit de familie van de Miridae (Blindwantsen). Het geslacht werd voor het eerst wetenschappelijk beschreven door Bertil Robert Poppius in 1914.

## Soorten
Het genus bevat de volgende soorten:

- Hyalosomella gracilis Poppius, 1914
- Hyalosomella nigricornis Linnavuori, 1994
- Hyalosomella nigrolineata (Schuh, 1974)